# Campionato mondiale di pallacanestro 3x3 2022
La Coppa del Mondo di pallacanestro 3x3 2024 (ufficialmente, in inglese, 2022 FIBA 3x3 World Cup) è stata la settima edizione della competizione internazionale co-organizzata dalla FIBA. Si è tenuta dal 21 al 26 giugno 2022 ad Anversa, in Belgio.

## Risultati
| Evento           | Oro     | Argento  | Bronzo  |
| Torneo maschile  | Serbia  | Lituania | Francia |
| Torneo femminile | Francia | Canada   | Cina    |

## Medagliere
| Posiz. | Nazione  | Oro | Argento | Bronzo | Totale |
| ------ | -------- | --- | ------- | ------ | ------ |
| 1      | Serbia   | 1   | 0       | 0      | 1      |
| 1      | Francia  | 1   | 0       | 0      | 1      |
| 3      | Lituania | 0   | 1       | 0      | 1      |
| 3      | Canada   | 0   | 1       | 0      | 1      |
| 5      | Cina     | 0   | 0       | 1      | 1      |
| 5      | Francia  | 0   | 0       | 1      | 1      |
| Totale | Totale   | 2   | 2       | 2      | 6      |